# El Morocco

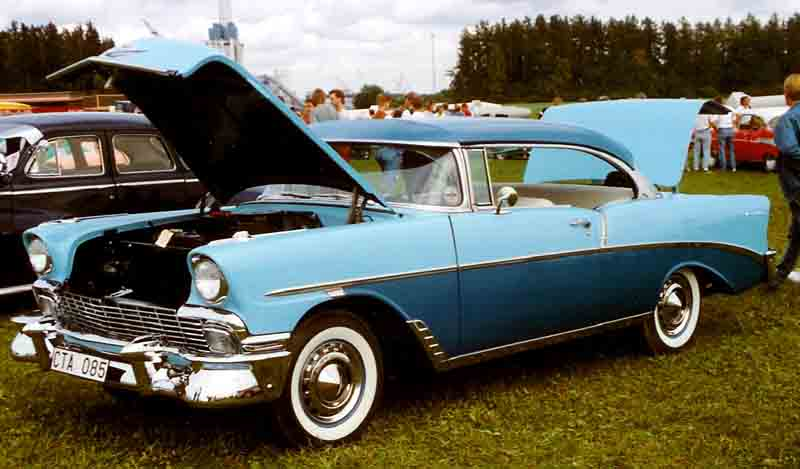
Chevrolet 210 Hardtop 2 Türen (1956)

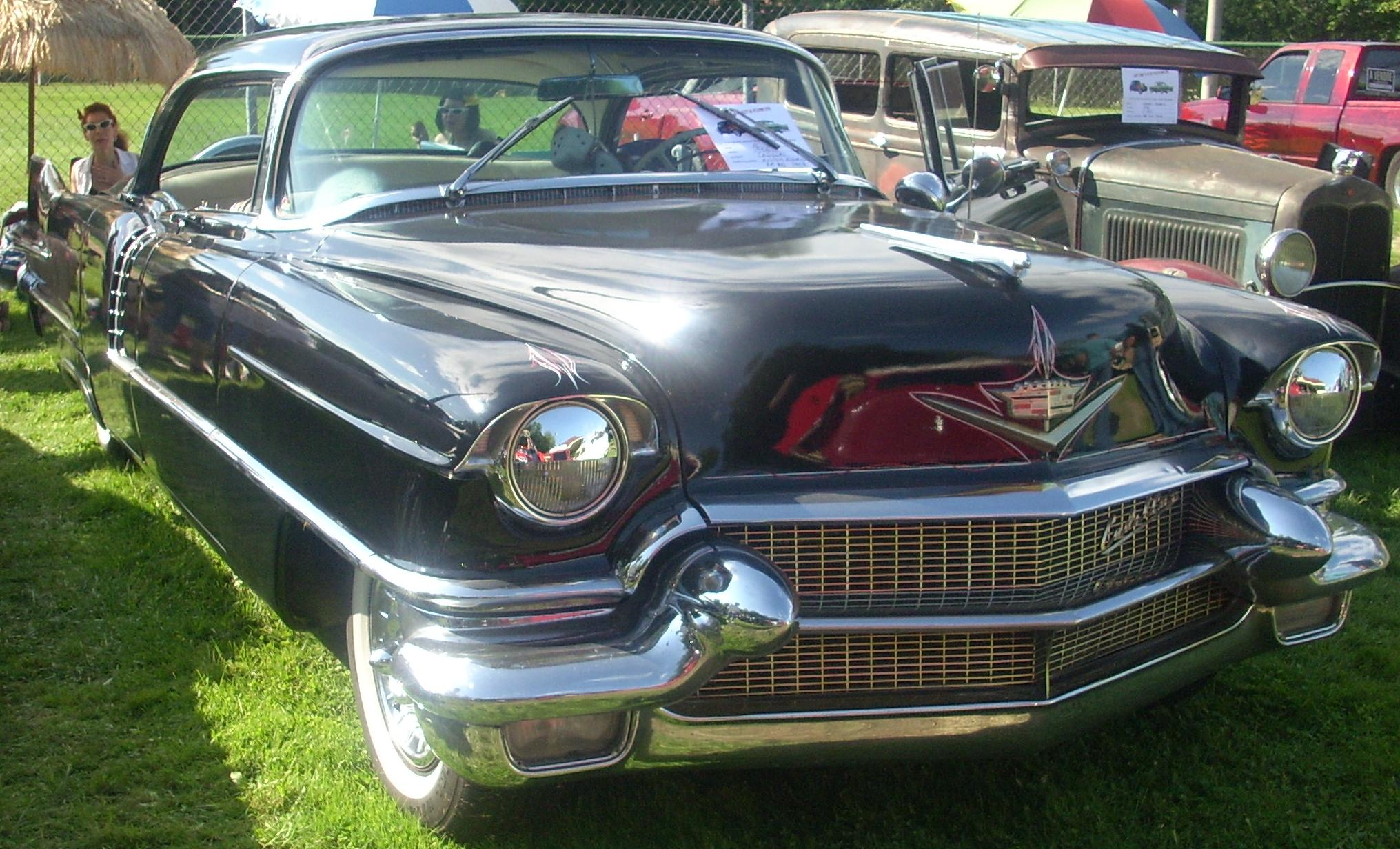
Cadillac Eldorado Hardtop 2 Türen (1956)

El Morocco war eine US-amerikanische Automobilmarke, die 1956 und 1957 von Ruben Allender in Detroit gebaut wurde.

## Beschreibung
Allender baute Cabriolet- und Hardtop-Modell des Chevrolet Two-Ten an Front und Heck so um, dass sie den zeitgenössischen, aber viel teueren Cadillac-Eldorado-Modellen glichen. Die Verkaufspreise blieben dabei deutlich unter denen des Cadillac.
Die Wagen hatten 292 cm Radstand und wurden von einem V8-Motor von Chevrolet angetrieben, der aus 4343 cm³ Hubraum eine Leistung von 170 bhp (125 kW) bei 4400 min−1 schöpfte. Entsprechend den Vorgaben der Spenderfahrzeuge wurde 1957 ein V8-Motor mit 4638 cm³ Hubraum angeboten, der 220 bhp (162 kW) bei 4800 min−1 leistete. Auf Wunsch waren aber alle anderen von Chevrolet angebotenen Motoren verfügbar.
Trotz der „genialen Idee“ konnte Allender 1956 nur 27 Fahrzeuge verkaufen und 1957 gar nur 10 Exemplare.

## Preise (in US$)

### 1956
| Modell            | Chevrolet 210 | Cadillac Eldorado | El Morocco |
| ----------------- | ------------- | ----------------- | ---------- |
| Hardtop 2 Türen   | 2162,–        | 6501,–            | 2594,–     |
| Hardtop 4 Türen   | 2216,–        |                   | 2648,–     |
| Cabriolet 2 Türen | 2443,–*       | 6501,–            | 2762,–     |

### 1957
| Modell            | Chevrolet 210 | Cadillac Eldorado | El Morocco |
| ----------------- | ------------- | ----------------- | ---------- |
| Hardtop 2 Türen   | 2304,–        | 7286,–            | 2735,–     |
| Hardtop 4 Türen   | 2370,–        |                   | 2800,–     |
| Cabriolet 2 Türen | 2611,–*       | 7286,–            | 2947,–     |